# Pauline Gauffier

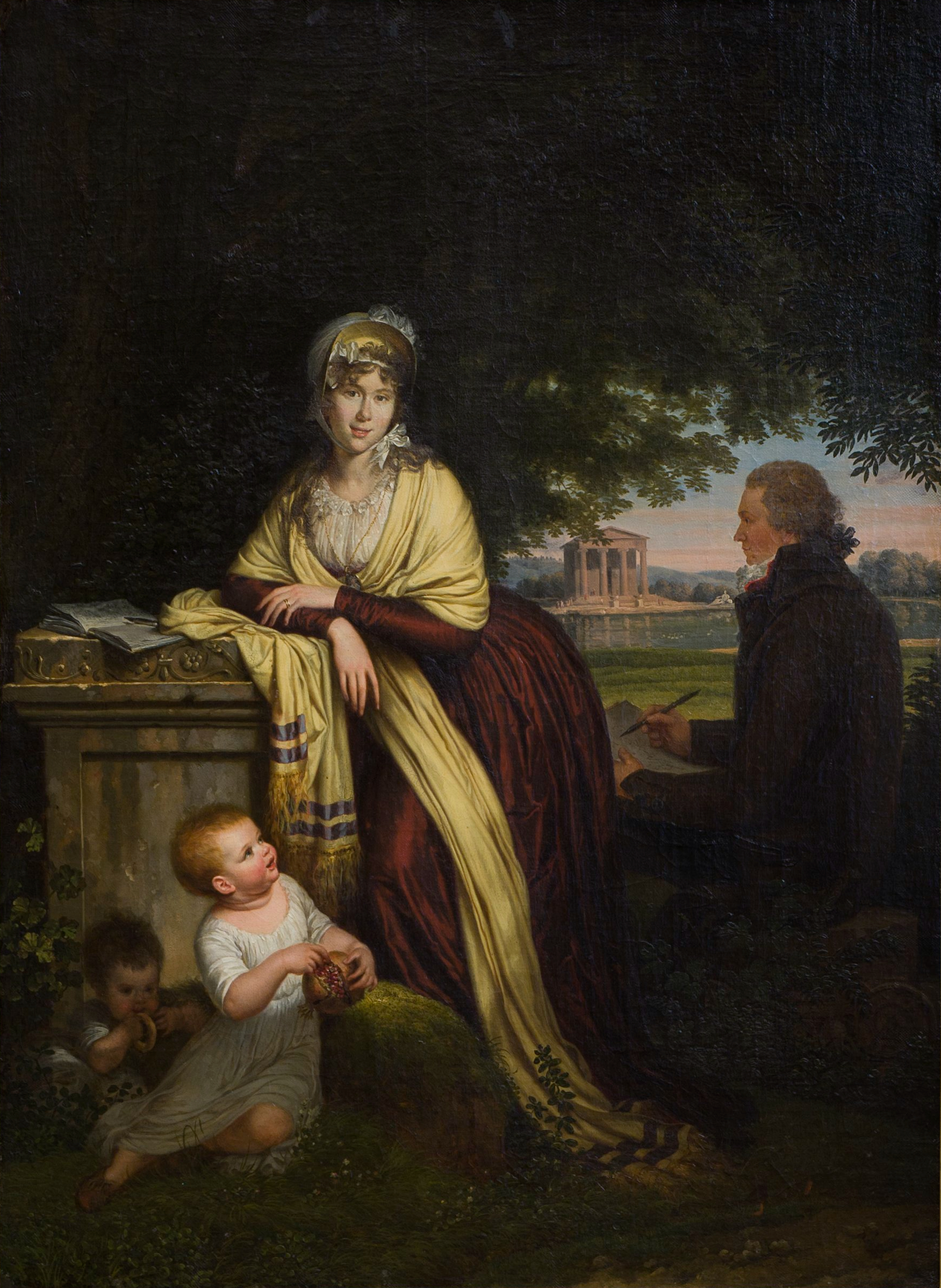
Autorretrato de Louis Gauffier con su esposa Pauline Châtillon y sus hijos, Louis y Faustina, 1793 (Florencia, Palazzo Pitti, Galleria d'arte moderna)

Pauline Gauffier, cuyo nombre de soltera era Pauline Châtillon, fue una pintora francesa establecida en Italia, nacida en Roma en 1772 y fallecida en Florencia en 1801.

## Biografía
Nacida en Roma en 1772 de padres franceses residentes de esta ciudad, Pauline Châtillon frecuentó los círculos que giraban en torno a la Academia Francesa de Roma a fines del siglo XVIII.
Estudió pintura con Jean-Germain Drouais y Louis Gauffier.
Se casó con este último en Roma en marzo de 1790. La pareja tuvo dos hijos, entre ellos la futura pintora miniaturista italiana Faustina Malfatti (1792-1837).
Tras las manifestaciones antifrancesas en Roma, la familia Gauffier huyó a Florencia, donde Pauline murió en julio de 1801. Su marido, cuya salud siempre había sido muy frágil murió dos meses después, "en el momento en que el Gobierno pensaba facilitarle los medios para ejercer sus talentos en Francia". 
El arquitecto Charles Percier hizo cinco bocetos de ella.

## Obras

Obras
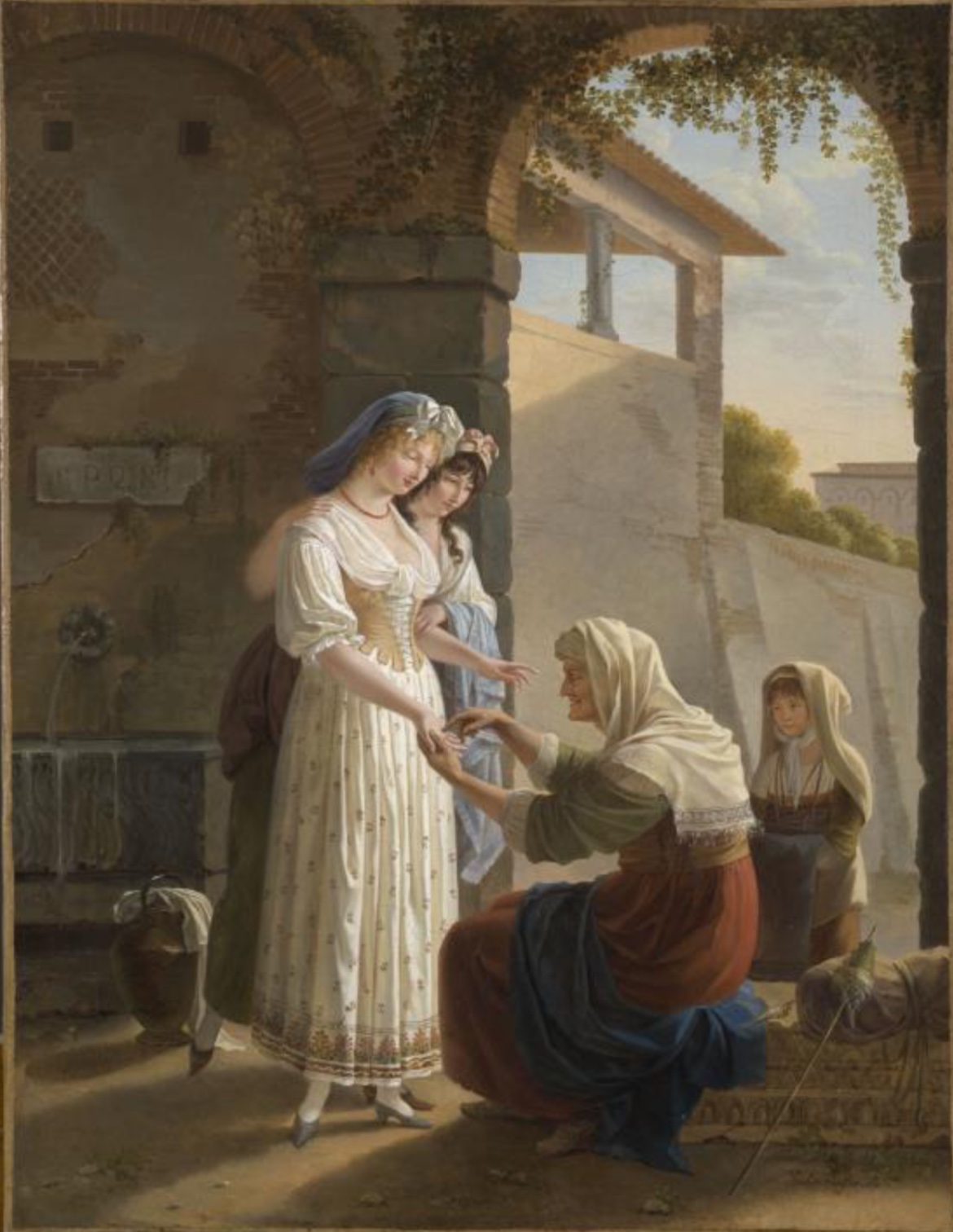
L'horoscope tiré, 1798 (Dijon,museo magnin)
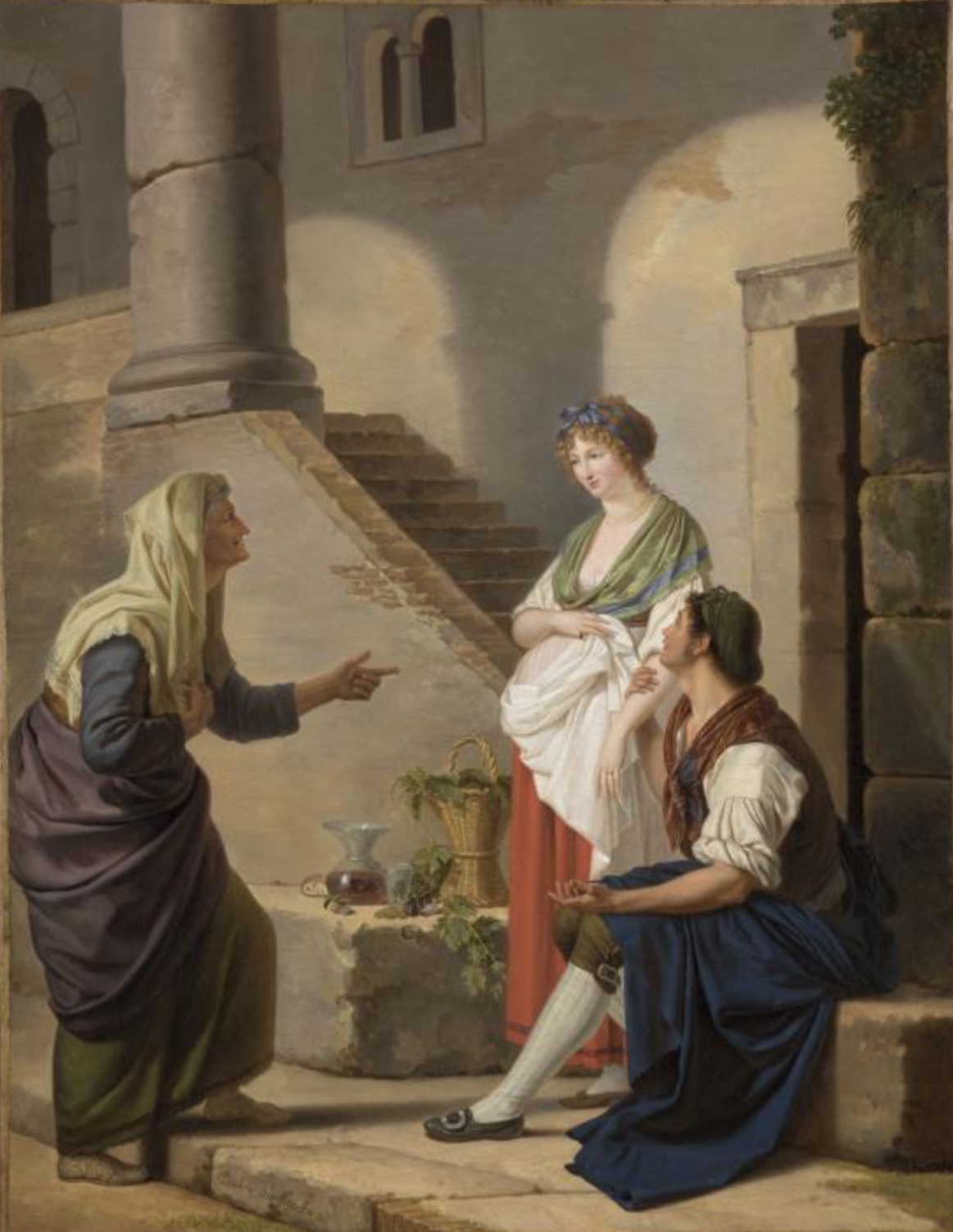
L'horoscope realisé, 1798 (Dijon,museo magnin)
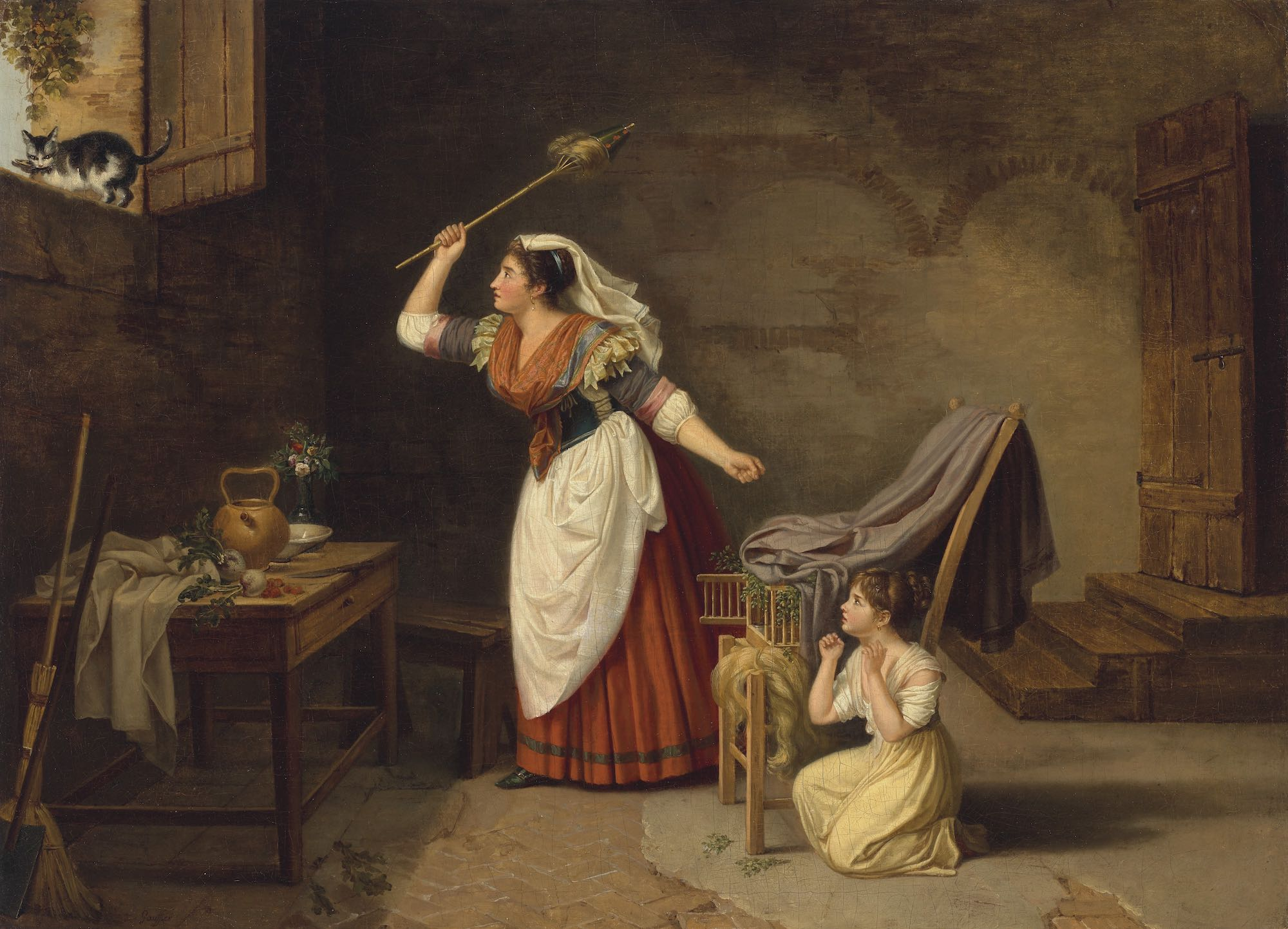
L'Oiseau volé, aprox. 1790-1800 (Montpellier,museo fabre)